# The Masks of the Devil
The Masks of the Devil és una pel·lícula perduda muda dramàtica estatunidenca del 1928 dirigida per Victor Sjöström i escrita per Marian Ainslee, Ruth Cummings, Svend Gade i Frances Marion. Fou protagonitzada per John Gilbert, Alma Rubens, Theodore Roberts, Frank Reicher i Eva von Berne. La pel·lícula va ser estrenada el 17 de novembre de 1928 per Metro-Goldwyn-Mayer.

## Sinopsi
El baró Reiner és un aristòcrata vienès sense escrúpols que s'enamora de Virginia, una col·legial innocent que està compromesa amb el seu millor amic, Manfred. Amb l'objectiu de conquerir la jove, el baró finança una expedició oceanogràfica per al seu amic que el mantindrà allunyat de la capital austríaca durant uns mesos.

## Repartiment
- John Gilbert com el baró Reiner
- Alma Rubens com la comtessa Zellner
- Theodore Roberts com el comte Palester
- Frank Reicher com el comte Zellner
- Eva von Berne com Virginia
- Ralph Forbes com a Manfred
- Ethel Wales com a tia de Virginia
- Polly Ann Young com a ballarina